# Atletica leggera ai Giochi della VII Olimpiade - 100 metri piani

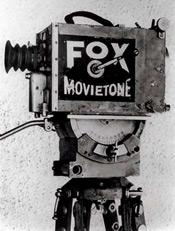
Video della Finale (durata: 44")

La competizione dei 100 metri piani di atletica leggera ai Giochi della VII Olimpiade si tenne i giorni 15 e 16 agosto 1920 allo Stadio Olimpico di Anversa.

## L'eccellenza mondiale
| Record olimpico e mondiale | 10”6 (10"3/5)  | Donald Lippincott | Ritirato |
| Migliore prest. europea    | 10”6 (10"3/5)  | Josef Imbach      | Presente |
| Primatista stagionale      | 10”6y (10"3/5) | Charles Paddock   | Presente |

1. ↑  Realizzato ai Giochi di Stoccolma 1912.
2. ↑  Fino al 15 agosto 1920.

Gli americani qualificatisi ai Trials (100 iarde) sono nell'ordine: Loren Murchison (10"0), Jackson Scholz (10"1e), Charles Paddock (10"2e) e Morris Kirksey (10"2e).

## La gara
Tutti i favoriti si qualificano per i Quarti e poi per le semifinali. Nessuno fa meglio di 10”8.
Il britannico di colore Edward si aggiudica la prima semifinale con 10”8, battendo gli americani Scholz e Kirksey. Paddock vince la seconda serie, davanti al primatista francese (di origine indiana) Alì-Khan e a Murchison.
Si qualificano per la finale tutti e quattro gli atleti statunitensi. Le corsie: 1. Kirksey; 2. Murchison; 3. Paddock; 4. Alì-Khan; 5. Scholz; 6. Edward.
Gli atleti sono allineati dietro la linea di partenza. Si chinano in avanti appoggiando le mani dietro la linea. Intervengono i giudici a spostare indietro le dita di Paddock. Murchison vede tutto e si aspetta che sia chiamato "al tempo" e che si dia inizio ad una nuova procedura di partenza. Invece lo starter non indugia e dà lo sparo.
Murchison rimane sui blocchi e, quando scatta, per lui è troppo tardi. La corsa è già partita. In quattro giungono appaiati all'arrivo. Kirksey, che era leggermente davanti, viene superato sul finale da Paddock che beffa il connazionale. Paddock celebra la vittoria alzando vistosamente le braccia sul traguardo.

## Risultati
Per la prima volta la gara si svolge su quattro turni.
| 12 Batterie        | 15 agosto ore 15:15 | 61 partenti    | Si qualificano i primi 2. |
| 5 Quarti di finale | 15 agosto ore 17:00 | 24 concorrenti | Si qualificano i primi 2. |
| 2 Semifinali       | 16 agosto ore 9:30  | 5 + 5          | Si qualificano i primi 3. |
| Finale             | 16 agosto ore 16:00 | 6 concorrenti  |                           |

### Batterie
- (Tra parententesi tempi stimati)

| Pos. | Atleta          | Nazione       | Tempo  |
| ---- | --------------- | ------------- | ------ |
| 1    | William Hill    | Gran Bretagna | 11"0   |
| 2    | Mario Riccoboni | Italia        | (11"2) |
| 3    | Marcel Gustin   | Belgio        | n/d    |
| 4    | Ichiro Kaga     | Giappone      | n/d    |
| 5    | Paul Hammer     | Lussemburgo   | n/d    |
| 6    | Jan de Vries    | Paesi Bassi   | n/d    |

| Pos. | Atleta          | Nazione   | Tempo  |
| ---- | --------------- | --------- | ------ |
| 1    | René Mourlon    | Francia   | 11"2   |
| 2    | August Sørensen | Danimarca | (11"3) |
| 3    | Erik Lindvall   | Svezia    | n/d    |
| 4    | Ahmed Khairy    | Egitto    | n/d    |
| 5    | Purma Bannerjee | India     | n/d    |

| Pos. | Atleta            | Nazione        | Tempo  |
| ---- | ----------------- | -------------- | ------ |
| 1    | Loren Murchison   | Stati Uniti    | 10"8   |
| 2    | Willie Bukes      | Sudafrica      | (10"9) |
| 3    | Albert Heijnneman | Paesi Bassi    | (11"0) |
| 4    | Vojtěch Plzák     | Cecoslovacchia | n/d    |

| Pos. | Atleta           | Nazione   | Tempo  |
| ---- | ---------------- | --------- | ------ |
| 1    | William Hunt     | Australia | 11"0   |
| 2    | Félix Mendizábal | Spagna    | (11"2) |
| 3    | Frank Irvine     | Sudafrica | n/d    |
| 4    | Bjarne Guldager  | Norvegia  | n/d    |
| 5    | Nils Sandström   | Svezia    | n/d    |

| Pos. | Atleta         | Nazione     | Tempo  |
| ---- | -------------- | ----------- | ------ |
| 1    | Vittorio Zucca | Italia      | 11"4   |
| 2    | Cor Wezepoel   | Paesi Bassi | (11"5) |
| 3    | Leonard Dixon  | Sudafrica   | n/d    |
| 4    | August Waibel  | Svizzera    | n/d    |
| 5    | Alex Servais   | Lussemburgo | n/d    |

| Pos. | Atleta           | Nazione     | Tempo  |
| ---- | ---------------- | ----------- | ------ |
| 1    | Morris Kirksey   | Stati Uniti | 11"0   |
| 2    | Josef Imbach     | Svizzera    | (11"0) |
| 3    | René Lorain      | Francia     | n/d    |
| 4    | Johan Johansen   | Norvegia    | n/d    |
| 5    | Jaime Camps      | Spagna      | n/d    |
| 6    | Giovanni Orlandi | Italia      | n/d    |

| Pos. | Atleta        | Nazione        | Tempo  |
| ---- | ------------- | -------------- | ------ |
| 1    | Paul Brochart | Belgio         | 11"4   |
| 2    | René Tirard   | Francia        | (11"7) |
| 3    | Diego Ordóñez | Spagna         | n/d    |
| 4    | Jean Colbach  | Lussemburgo    | n/d    |
| 5    | Eduard Hašek  | Cecoslovacchia | n/d    |

| Pos. | Atleta           | Nazione       | Tempo  |
| ---- | ---------------- | ------------- | ------ |
| 1    | Charles Paddock  | Stati Uniti   | 10"8   |
| 2    | Harry Edward     | Gran Bretagna | (10"9) |
| 3    | Carlos Botín     | Spagna        | (11"2) |
| 4    | Shinichi Yamaoka | Giappone      | n/d    |
| 5    | Edmond Médécim   | Monaco        | n/d    |

| Pos. | Atleta               | Nazione       | Tempo  |
| ---- | -------------------- | ------------- | ------ |
| 1    | Émile Ali-Khan       | Francia       | 11"0   |
| 2    | Victor d'Arcy        | Gran Bretagna | (11"1) |
| 3    | Rolf Stenersen       | Norvegia      | n/d    |
| 4    | Dimitrios Karambatis | Grecia        | n/d    |
| 5    | Sven Malm            | Svezia        | n/d    |

| Pos. | Atleta            | Nazione       | Tempo  |
| ---- | ----------------- | ------------- | ------ |
| 1    | Harold Abrahams   | Gran Bretagna | 11"0   |
| 2    | Alex Ponton       | Canada        | (11"1) |
| 3    | Giorgio Croci     | Italia        | (11"4) |
| 4    | Harry van Rappard | Paesi Bassi   | n/d    |

| Pos. | Atleta           | Nazione       | Tempo  |
| ---- | ---------------- | ------------- | ------ |
| 1    | Jack Oosterlaak  | Sudafrica     | 11"0   |
| 2    | George Davidson  | Nuova Zelanda | (11"1) |
| 3    | Agne Holmström   | Svezia        | n/d    |
| 4    | Fritiof Andersen | Danimarca     | n/d    |
| 5    | Jean Lefèbvre    | Belgio        | n/d    |

| Pos. | Atleta           | Nazione     | Tempo  |
| ---- | ---------------- | ----------- | ------ |
| 1    | Jackson Scholz   | Stati Uniti | 10"8   |
| 2    | Marinus Sørensen | Danimarca   | (11"2) |
| 3    | Cyril Coaffee    | Canada      | n/d    |
| 4    | Julien Lehouck   | Belgio      | n/d    |
| 5    | Asle Bækkedal    | Norvegia    | n/d    |

### Quarti di finale
| Pos. | Atleta          | Nazione       | Tempo  |
| ---- | --------------- | ------------- | ------ |
| 1    | Harry Edward    | Gran Bretagna | 10"8   |
| 2    | Loren Murchison | Stati Uniti   | (10"9) |
| 3    | René Mourlon    | Francia       | (11"0) |
| 4    | William Hunt    | Australia     | (11"2) |
| 5    | Mario Riccoboni | Italia        | n/d    |

| Pos. | Atleta           | Nazione       | Tempo  |
| ---- | ---------------- | ------------- | ------ |
| 1    | William Hill     | Gran Bretagna | 11"0   |
| 2    | Félix Mendizábal | Spagna        | (11"1) |
| 3    | Willie Bukes     | Sudafrica     | n/d    |
| 4    | August Sørensen  | Danimarca     | n/d    |
| 5    | Vittorio Zucca   | Italia        | n/d    |

| Pos. | Atleta          | Nazione       | Tempo  |
| ---- | --------------- | ------------- | ------ |
| 1    | Charles Paddock | Stati Uniti   | 10"8   |
| 2    | Émile Ali-Khan  | Francia       | (11"0) |
| 3    | George Davidson | Nuova Zelanda | n/d    |
| 4    | Harold Abrahams | Gran Bretagna | n/d    |
| 5    | Cor Wezepoel    | Paesi Bassi   | n/d    |

| Pos. | Atleta          | Nazione     | Tempo  |
| ---- | --------------- | ----------- | ------ |
| 1    | Jackson Scholz  | Stati Uniti | 10"8   |
| 2    | Jack Oosterlaak | Sudafrica   | (11"0) |
| 3    | Josef Imbach    | Svizzera    | (11"1) |
| 4    | René Tirard     | Francia     | (11"2) |
| 5    | Alex Ponton     | Canada      | (11"4) |

| Pos. | Atleta           | Nazione       | Tempo  |
| ---- | ---------------- | ------------- | ------ |
| 1    | Morris Kirksey   | Stati Uniti   | 11"0   |
| 2    | Paul Brochart    | Belgio        | (11"0) |
| 3    | Victor d'Arcy    | Gran Bretagna | n/d    |
| 4    | Marinus Sørensen | Danimarca     | n/d    |

### Semifinali
| Pos. | Atleta           | Nazione       | Tempo  |
| ---- | ---------------- | ------------- | ------ |
| 1    | Harry Edward     | Gran Bretagna | 10"8   |
| 2    | Jackson Scholz   | Stati Uniti   | (10"9) |
| 3    | Morris Kirksey   | Stati Uniti   | (11"0) |
| 4    | Jack Oosterlaak  | Sudafrica     | n/d    |
| 5    | Félix Mendizábal | Spagna        | n/d    |

| Pos. | Atleta          | Nazione       | Tempo  |
| ---- | --------------- | ------------- | ------ |
| 1    | Charles Paddock | Stati Uniti   | 11"0   |
| 2    | Émile Ali-Khan  | Francia       | (11"1) |
| 3    | Loren Murchison | Stati Uniti   | (11"2) |
| 4    | Paul Brochart   | Belgio        | (11"3) |
| 5    | William Hill    | Gran Bretagna | (11"3) |

### Finale
Sono ufficializzati i tempi dei primi due classificati.
| Pos.    | Atleta          | Età | Nazione       | Tempo ufficiale | Tempo ufficioso |
| ------- | --------------- | --- | ------------- | --------------- | --------------- |
| Oro     | Charles Paddock | 20  | Stati Uniti   | 10"8            |                 |
| Argento | Morris Kirksey  | 25  | Stati Uniti   | 10"8            |                 |
| Bronzo  | Harry Edward    | 22  | Gran Bretagna |                 | 10"9            |
| 4       | Jackson Scholz  | 23  | Stati Uniti   |                 | 10"9            |
| 5       | Émile Ali-Khan  | 18  | Francia       |                 | 11"0            |
| 6       | Loren Murchison | 22  | Stati Uniti   |                 | 11"1            |